# Дербінов Василь Микитович
Василь Микитович Дербінов (13 грудня 1905, місто Москва, тепер Російська Федерація — 6 травня 1960, місто Москва, тепер Російська Федерація) — радянський партійний діяч, 1-й секретар Вологодського обласного комітету ВКП(б). Депутат Верховної Ради СРСР 2—3-го скликань.

## Біографія
Народився в родині робітників московської пакетної фабрики. У 1912 році разом із мамою переїхав до міста Вельська Вологодської губернії. Після смерті батьків виховувався в дитячому будинку. Закінчив школу ІІ ступеня в місті Вельську. У 1923 році вступив до комсомолу.
У 1924 році закінчив Вельський педагогічний технікум Вологодської губернії.
У 1924—1925 роках — завідувач Вельської школи селянської молоді.
У 1925—1926 роках — завідувач Вельського повітового відділу політичної просвіти Вологодської губернії.
Член ВКП(б) з 1926 року.
У 1926—1927 роках — завідувач Кадниковського повітового відділу політичної просвіти Вологодської губернії.
У 1927—1928 роках — відповідальний секретар Кадниковського повітового комітету ВЛКСМ Вологодської губернії.
У 1928—1929 роках — завідувач Кадниковського повітового відділу народної освіти Вологодської губернії.
У 1929—1930 роках — інспектор Вологодського окружного відділу народної освіти; заступник завідувача агітаційно-пропагандистського відділу Вологодського окружного комітету ВКП(б).
У 1930—1937 роках — директор Вологодського педагогічного технікуму Північного краю.
У 1937—1939 роках — завідувач відділу шкіл Вологодського міського комітету ВКП(б).
У 1939—1941 роках — лектор, заступник завідувача відділу пропаганди і агітації Вологодського обласного комітету ВКП(б).
У 1941—1942 роках — секретар Вологодського обласного комітету ВКП(б) з пропаганди і агітації.
У квітні 1942 — 13 липня 1944 року — 2-й секретар Вологодського обласного комітету ВКП(б).
У червні 1944 — 6 лютого 1945 року — голова виконавчого комітету Вологодської обласної ради депутатів трудящих.
8 січня 1945 — 15 серпня 1952 року — 1-й секретар Вологодського обласного комітету ВКП(б). Одночасно з січня 1945 до січня 1950 року — 1-й секретар Вологодського міського комітету ВКП(б).
У жовтні 1952 — жовтні 1955 року — завідувач відділу шкіл ЦК КПРС. У березні 1956 — 6 травня 1960 року — заступник завідувача відділу науки, шкіл і культури ЦК КПРС по РРФСР.
Помер 6 травня 1960 року в Москві.

## Нагороди
- орден Вітчизняної війни І ст.
- медаль «За оборону Ленінграда»
- медаль «За доблесну працю у Великій Вітчизняній війні 1941—1945 рр.»